# 加藤高康
加藤 高康（かとう たかやす、1969年6月7日 - ）は、宮城県仙台市出身の元プロ野球選手（投手）。

## 来歴・人物
東海大学では首都大学リーグで12試合登板し2勝2敗。NTT東北では2年目に補強選手として都市対抗野球に出場、秋の日本選手権では完投勝利でベスト4進出に貢献した。1993年のNPBドラフト会議前に、この年導入された逆指名制度を利用して千葉ロッテマリーンズを逆指名し、会議当日にロッテから1位で指名され交渉権を獲得。契約金1億6000万円、年俸1200万円（金額は推定）で入団した。この契約条件は同年時点で球界史上最強の契約条件であり、「大型左腕」「金田二世」「開幕即戦力」と高い期待をかけられた。
1994年に一軍デビューし、1完封を含む2勝を記録。
1995年は左ひざなどの故障に苦しみ、二軍戦にも登板できず10月に戦力外通告を受け在籍2年でロッテを退団した。このように大きく期待を裏切ったことから、ドラフト1位選手の失敗事例として挙げられている。
1996年10月にMLBのボストン・レッドソックスとマイナー契約を結ぶ。
1997年の春季キャンプに参加したが、メジャー昇格を果たせず現役を引退した。
引退後は1999年から宮城県角田市の授産保護施設の「第二虹の園」に炭焼き担当、ジョブコーチとして勤務。炭焼きの経験を生かして、ピザレストラン「ぱぴハウス」を開業する。2005年にはフルキャストスタジアム宮城にホットドッグの店を出店した。

## 詳細情報

### 年度別投手成績
| 年 度     | 球 団     | 登 板 | 先 発 | 完 投 | 完 封 | 無 四 球 | 勝 利 | 敗 戦 | セ 丨 ブ | ホ 丨 ル ド | 勝 率 | 打 者 | 投 球 回 | 被 安 打 | 被 本 塁 打 | 与 四 球 | 敬 遠 | 与 死 球 | 奪 三 振 | 暴 投 | ボ 丨 ク | 失 点 | 自 責 点 | 防 御 率 | W H I P |
| --------- | --------- | ----- | ----- | ----- | ----- | -------- | ----- | ----- | -------- | ----------- | ----- | ----- | -------- | -------- | ----------- | -------- | ----- | -------- | -------- | ----- | -------- | ----- | -------- | -------- | ------- |
| 1994      | ロッテ    | 12    | 9     | 1     | 1     | 0        | 2     | 4     | 0        | --          | .333  | 201   | 44.0     | 36       | 3           | 40       | 1     | 2        | 19       | 1     | 0        | 23    | 19       | 3.89     | 1.73    |
| 通算：1年 | 通算：1年 | 12    | 9     | 1     | 1     | 0        | 2     | 4     | 0        | --          | .333  | 201   | 44.0     | 36       | 3           | 40       | 1     | 2        | 19       | 1     | 0        | 23    | 19       | 3.89     | 1.73    |

### 記録
- 初登板・初先発：1994年7月10日、対オリックス・ブルーウェーブ18回戦（グリーンスタジアム神戸） 5回1失点で敗戦投手
- 初勝利：1994年7月30日、対福岡ダイエーホークス17回戦（福岡ドーム） 5回2/3を1失点
- 初完投・初完封勝利：1994年8月6日、対日本ハムファイターズ18回戦（千葉マリンスタジアム）

### 背番号
- 34 （1994年 - 1995年）